# 오슈가 (시마즈씨)
오슈가(일본어: 奥州家 おうしゅうけ[*])는 사츠마 슈고 시마즈가의 다른 이름이다. 초대 당주인 시마즈 우지히사가 무츠노카미를 칭하던 데서 이 이름이 붙었다. 실제로 오슈가로 불리는 것은 초대 우지히사, 2대 모토히사까지며, 3대 이후에는 오슈가의 사람이지만, 사츠마ㆍ오스미 슈고로서의 시마즈 가문 당주였고, 이 이름으로 불리는 경우도 적다.

## 시마즈 종가ㆍ오슈가
시마즈가 5대 당주 사다히사는, 3남 모로히사에게 사츠마 슈고직을, 4남 우지히사에게 오스미 슈고직을 물려주고, 시마즈 가문을 분할 통치시켰다. 2대 모토히사 때, 소슈가에서는 2대 코레히사와 아들 모리히사의 내분이 일어났다. 모토히사는 두 사람의 분쟁을 조정함으로써 코레히사로부터 사츠마 슈고직과 가문에 전해져오는 가보를 물려주었다. 이로써 오슈가가 사츠마와 오스미 슈고직을 겸임하게 되었다. 두 집안은 당초 협력관계였으나, 점차 갈등이 심해져 충돌하게 되었다. 시마즈 종가 8대 당주가 된 모토히사의 동생 히사토요는 소슈가 4대 당주 히사요를 주살하였고, 그의 아들인 타다쿠니는 소슈가 3대 모리히사를 추방하고, 5대 히사요도 살해했다. 이로써 소슈가는 멸망하였고, 오랜 기간 오슈가와 소슈가의 내분도 끝이 나게 되었다.
시마즈 종가 11대 당주 타다마사 대부터 시마즈 영내에서는 일족이나 국인의 반란이 빈발했고, 12대 타다하루ㆍ13대 타다타카가 차레차례 요절하면서, 영내 치안은 흐트러지기만 했다. 14대 카츠히사 대에는 시마즈 종가 혼자 힘으로는 영내의 혼란을 진압하지 못했고, 또 분가인 삿슈가 사네히사로부터 슈고직을 양도하라는 압박도 받고 있었다. 이에 카츠히사는 유력 분가인 이자쿠가 타다요시를 양자로 삼고, 사츠마 슈고직을 물려주고 스스로 은거했다. 그러나, 슈고직 복귀를 목표로 타다요시ㆍ타카히사 부자와 대립하였다. 이 싸움에서 패한 카츠히사는 분고로 망명하였고, 이후 시마즈 종가는 이자쿠가에서 계승하게 되었다.

## 역대 당주
1. 시마즈 우지히사 (6대)
2. 시마즈 모토히사 (7대)
3. 시마즈 히사토요 (8대)
4. 시마즈 타다쿠니 (9대)
5. 시마즈 타츠히사 (10대)
6. 시마즈 타다마사 (11대)
7. 시마즈 타다하루 (12대)
8. 시마즈 타다타카 (13대)
9. 시마즈 카츠히사 (14대)

괄호 안의 숫자는 시마즈 종가에서의 당주 순서이다.

## 같이 보기
- 시마즈씨